# تشارلز صموئيل بروكمان
تشارلز صموئيل بروكمان (بالإنجليزية: Charles Samuel Brockman)‏ هو مستكشف أسترالي، ولد في 1845، وتوفي في 28 نوفمبر 1923.